# 郡山八幡駅
郡山八幡駅（こおりやまはちまんえき）は、かつて鹿児島県大口市牛尾針牟田99番地（現・伊佐市大口牛尾）に設置されていた、九州旅客鉄道（JR九州）山野線の駅（廃駅）である。山野線の廃止に伴い、1988年（昭和63年）2月1日に廃駅となった。

## 歴史
- 1965年（昭和40年）2月11日：日本国有鉄道（国鉄）の山野線の駅として、山野駅 - 薩摩大口駅間に開業[1][2]。旅客のみ取り扱いの無人駅[3]。
- 1987年（昭和62年）4月1日：国鉄分割民営化により、日本国有鉄道から九州旅客鉄道に継承[1]。
- 1988年（昭和63年）2月1日：山野線の全線廃止に伴い、廃駅となる[1]。

## 駅構造
単式ホーム1面1線を有する地上駅であった。開業時からの無人駅で駅舎は無かったが、ホーム上には待合所を併設していた。

## 駅周辺
- 郡山八幡神社

## 現在の状況
駅跡地は一般道路となった。当駅には記念碑など駅の遺構を伝えるものが無いため、どこに駅があったのかを判別することができない状態となっている。

## 隣の駅
九州旅客鉄道（JR九州）
山野線
山野駅 - 郡山八幡駅 - 薩摩大口駅